# قلمرو کانزاس
قلمرو کانزاس (به انگلیسی: Kansas Territory) یک منطقهٔ مسکونی در ایالات متحده آمریکا است. قلمرو کانزاس یک قلمور سازمان یافته و گنجانده شده در ایالات متحده آمریکا از تاریخ ۳۰ می ۱۸۵۴ تا ۲۹ ژانویه ۱۸۶۱ وجود داشته تا زمانی که در بخش شرقی قلمرو اتحادیه به عنوان ایالت کانزاس تغییر یافت.

## نگارخانه

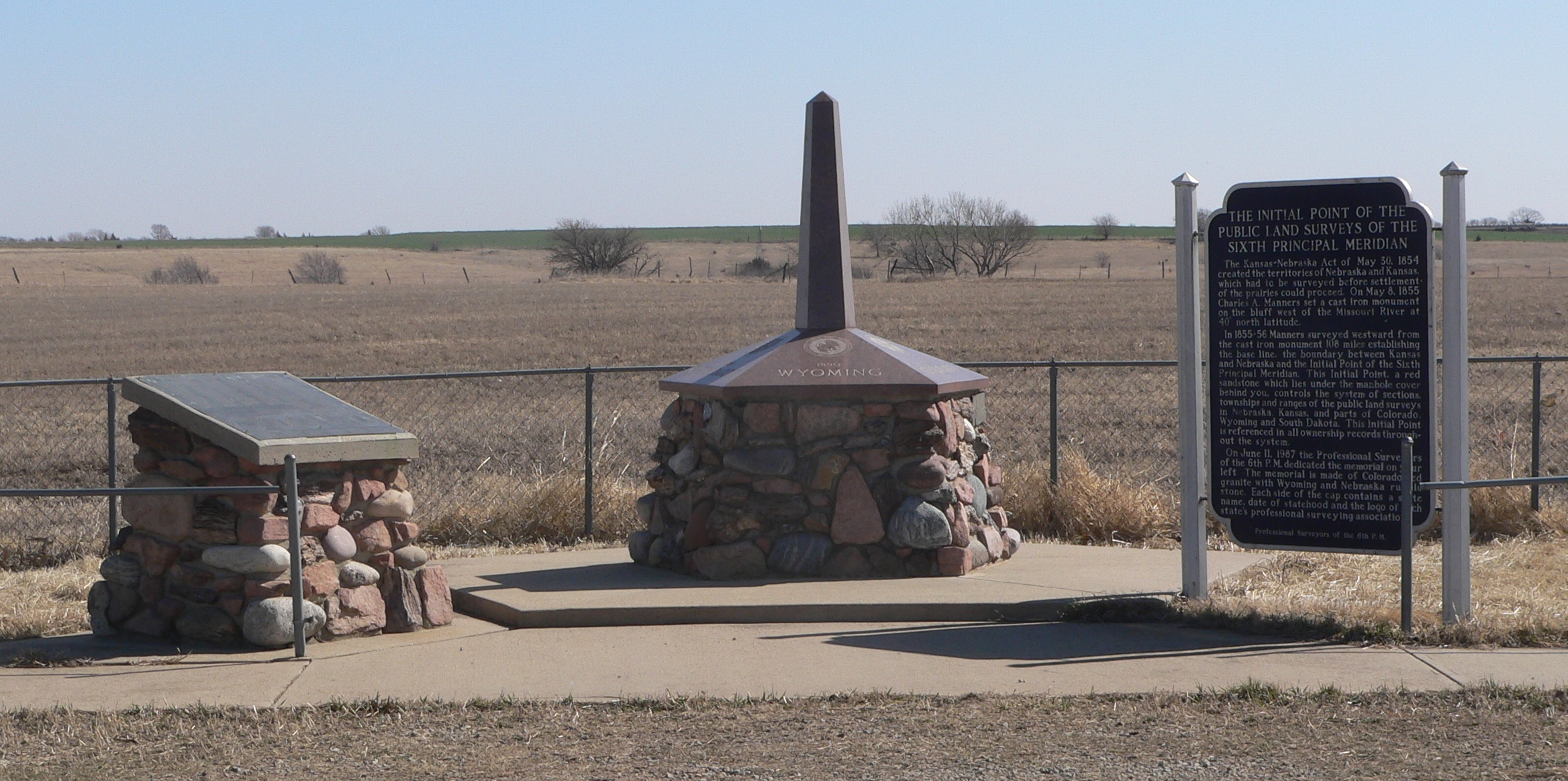
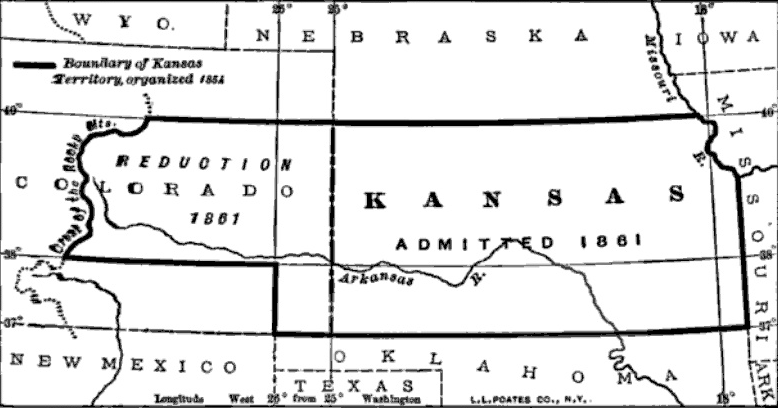
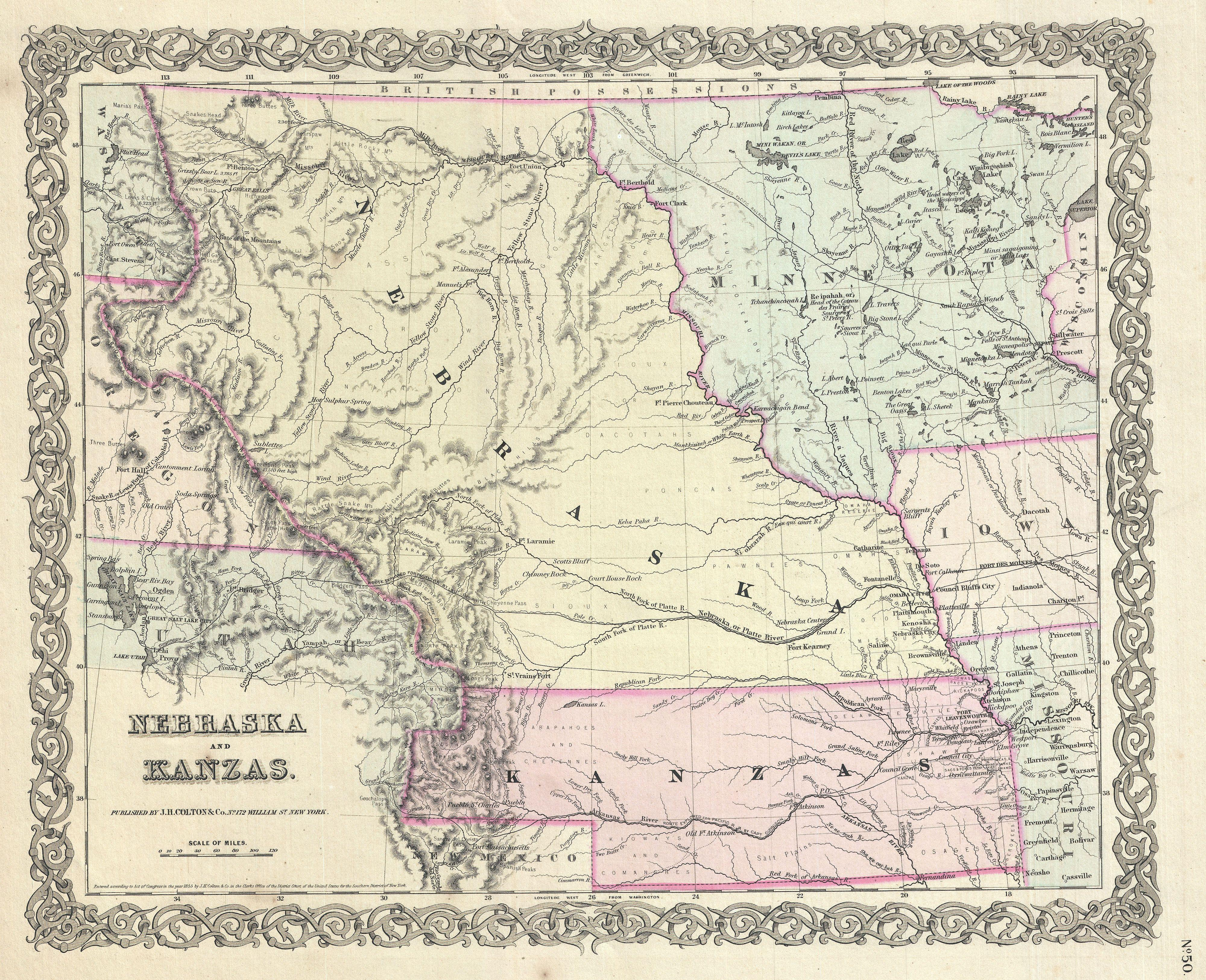